# Zéline Reclus
Vous lisez un « bon article » labellisé en 2024.
Pour les autres membres de la famille, voir Famille Reclus.
Zéline Reclus, née le 25 janvier 1805 à La Roche-Chalais et morte le 22 janvier 1887 à Saint-Philippe-du-Seignal, est une institutrice et pédagogue française, directrice pendant plus de cinquante ans d'une école privée à Orthez. Elle est la mère des « cinq frères Reclus ».
Née Marguerite Trigant au sein d'une famille bourgeoise de Dordogne, elle épouse à 19 ans le pasteur réformé Jacques Reclus. Lorsque son époux démissionne de ses fonctions en 1831 pour prendre la tête d'une communauté protestante libre, elle se retrouve dans l'obligation de subvenir aux besoins de sa famille désormais privée de revenus. Pour cela, elle obtient le brevet d'institutrice et ouvre en 1834 à Orthez, à son domicile, une école privée pour jeunes filles protestantes.
Dans cette école qui évolue en pensionnat en 1841, elle déploie une pédagogie d'inspiration rousseauiste dont la qualité est saluée par l'institution scolaire. Elle accueille une grande partie des filles de la bourgeoisie protestante locale.
Extrêmement dévouée, Zéline Reclus est perçue comme une bienfaitrice par la population d'Orthez. Mère de quatorze enfants dont Élie, Élisée, Onésime, Armand et Paul qui font la renommée de cette famille, elle occupe en son sein une place discrète mais centrale. En plus d'assurer sa subsistance, elle en maintient la cohésion par une importante correspondance, alors que les naissances de ses enfants s'étalent sur plus de vingt ans et qu'ils voyagent beaucoup.
Élevée au grade d'officier de l'Instruction publique en 1886 à l'occasion de son départ en retraite, elle meurt le 22 janvier 1887 à Saint-Philippe-du-Seignal.

## Biographie

### Épouse de pasteur
Marguerite Trigant, dite Zéline, naît le 25 janvier 1805 à La Roche-Chalais en Dordogne, dans une famille bourgeoise partagée entre les fois catholique et protestante. Son père, Pierre Pascal Trigant de la Faniouse (1775-1840), nommé simplement Trigant après 1789, y est percepteur des contributions directes, et sa mère, Rosalie Gast (1784-1871), est la fille d'un médecin de cette ville. Mariés le 2 septembre 1804, ils ont une autre fille, Louise-Marguerite (1812-1897). Du côté de son père, on prétend descendre des Plantagenêts. Selon les versions circulant dans la famille, un aïeul, Edward Tyrgan dit Trigan, serait un fils illégitime d'Henri III ou de son fils le Prince noir.

Le 26 janvier 1824, elle épouse à 19 ans le pasteur protestant Jacques Reclus, qui lui a donné des cours de latin, de neuf ans son aîné et d'origine rurale. Michel Decazes, père du duc Élie Decazes son cousin, fait partie de ses témoins. La famille s'installe à Sainte-Foy-la-Grande, dans une maison à colombages située dans une rue qui sera par la suite appelée « rue des Frères Reclus ». Leur premier enfant, Suzanne, naît le 29 décembre de la même année.

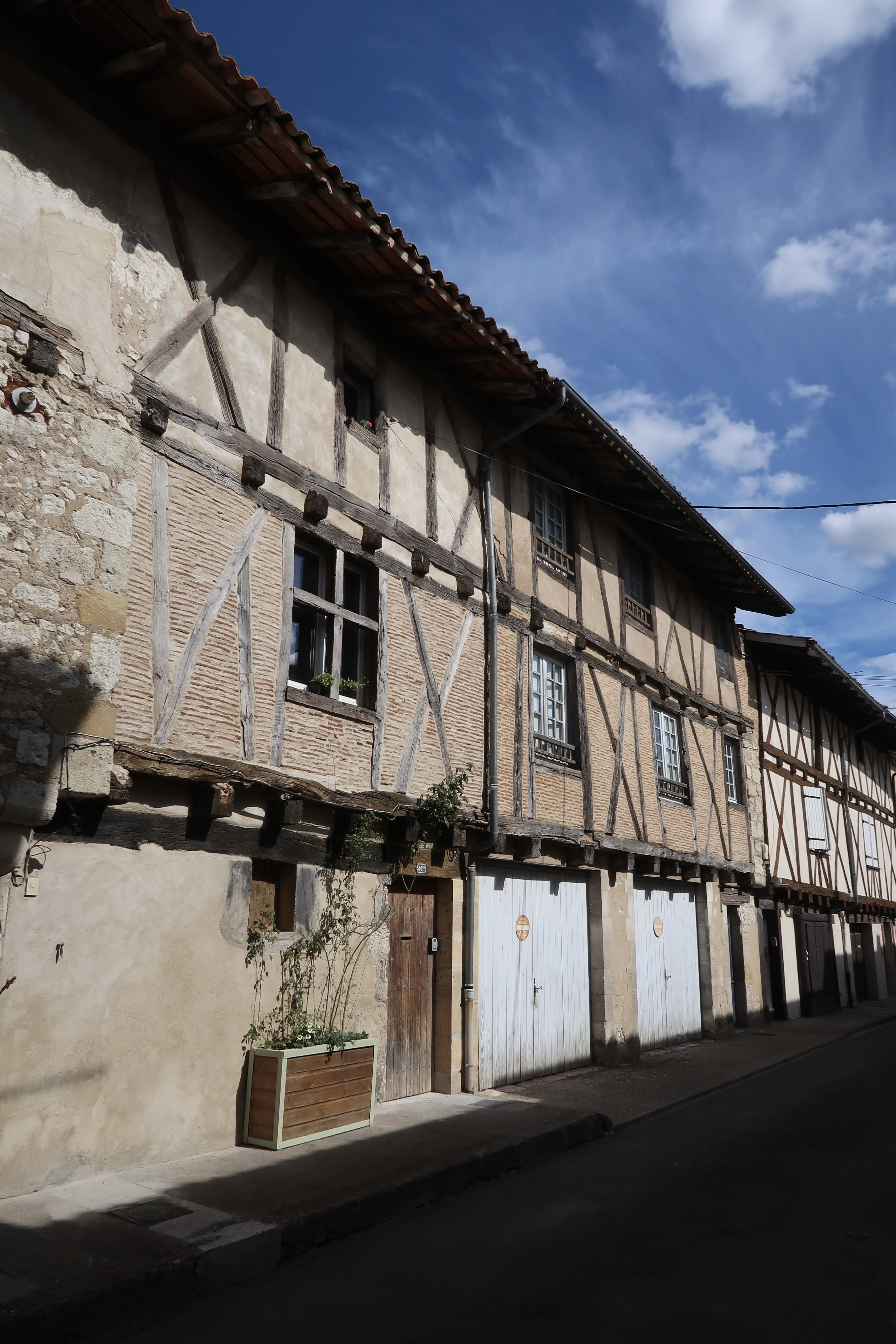
Maison où s'installent Jacques et Zéline Reclus à Sainte-Foy-la-Grande, et où naissent leurs trois premiers enfants (photographie de 2022).

Pasteur concordataire, Jacques Reclus démissionne de ses fonctions le 4 juin 1831 et prend la tête en décembre d'une communauté protestante indépendante dans le Béarn à Castétarbe (commune devenue depuis un quartier d'Orthez), où Zéline, enceinte d'un quatrième enfant et pas forcément en accord avec cette décision qui bouleverse leur existence, le suit en 1832. Dès lors, les difficultés financières de la famille Reclus sont importantes : Jacques Reclus n'est plus rétribué que par les dons des membres de la petite communauté qu'il guide. Zéline Reclus confie Élisée qui vient de naître à ses grands-parents maternels dès l'automne 1831 et ce jusqu'en 1838.

### Directrice d'école
À peine installée à Castétarbe, Zéline Reclus commence à donner des leçons à des fillettes protestantes de la région. À la suite du vote en 1833 de la loi Guizot sur l'instruction primaire, elle passe à Bordeaux le brevet d'institutrice et ouvre dans sa maison une petite école qui lui permet de « faire vivre sa maisonnée ». L'école se tient dans la cuisine et n'excède pas huit élèves, tandis que Jacques Reclus se réserve la plus grande pièce de la maison pour ses méditations : il y passe des heures à genoux à prier.
Parmi les femmes directrices d'écoles privées en France au XIXe siècle, sa situation est relativement exceptionnelle, en ce qu'elle renverse l'ordre traditionnel qui veut que ce soit l'époux qui finance l'école tenue par l'épouse. Ouverte en 1834, cette petite école devient un pensionnat pour jeunes filles en 1841, toujours implanté à son domicile après que les Reclus ont déménagé à Orthez dans une maison plus grande, et que Zéline a passé un nouveau diplôme qui lui permet cette évolution. Orthez est alors « une petite ville de province typique, donc assez morne » où « il n'y avait ni théâtre, ni musique, ni journal, ni enseignement secondaire autre que cette école de filles protestantes ».
L'école compte quarante-deux élèves en 1854, dont un tiers en internat, mais certaines années sont moins bonnes. Les difficultés financières de la famille demeurent importantes. Noémi, une des filles de Zéline Reclus, alors âgée de seize ans, écrit ainsi dans une lettre envoyée en 1857 à son amie Zoé Tuyès, future épouse de Jules Steeg : « L’année dernière et la précédente ont été bien mauvaises, les victuailles bien chères et la bourse fort plate, aussi avons-nous beaucoup perdu, et nouer les deux bouts était fort difficile, et maman qui travaille tant ne pourra pas toujours subvenir aux besoins de toute cette famille qu’elle soutient si généreusement. En effet c’est bien par elle que tout marche, que tout se soutient. Quelle énergie de femme ! Comme tu le sais, l’œuvre de papa pour laquelle il s’exténue, cette œuvre est purement du dévouement et le dévouement ne nourrit pas une famille. » Pour Lucien Carrive, qui publie la correspondance entre les filles Reclus et Zoé Tuyès, les enfants Reclus en veulent à leur père de faire vivre cette vie à son épouse, mais sont conscients qu'il s'impose à lui-même autant de sacrifices.

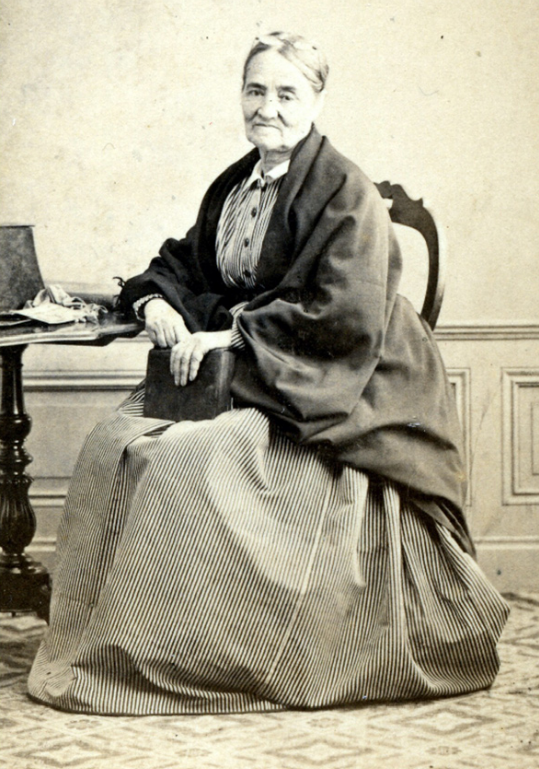
Zéline Reclus, âgée de 61 ans (1866).

Hélène Sarrazin, autrice de biographies de ses fils Élie et Élisée, relève que Zéline Reclus s'occupe en outre des nécessiteux de la ville. En 1855, son engagement auprès de la population d'Orthez est souligné à l'occasion d'une épidémie de choléra. Selon Emmanuel Berl, cité par Jean-Louis Claverie en 2014, « telle était la vénération des Orthéziens envers Madame Reclus, qu'on ne la désignait dans la ville que sous le seul nom de « Madame » ».
En raison des difficultés financières récurrentes de la famille Reclus, le conseil municipal d'Orthez accorde à l'unanimité, en 1859, une bourse à l'un des fils, Armand, pour qu'il puisse poursuivre ses études et devenir ingénieur naval.
L'activité de Zéline Reclus est telle que son fils Élisée écrit à son propos : « La femme du pasteur, mère d’enfants qui se succédaient rapidement, l’institutrice, la ménagère, la vaillante matrone qui disputait sou à sou la vie des siens contre l’âpre destinée, cette noble jeune dame qui eût été si bien faite pour jouir de la belle existence d’un travail soutenu par le bien-être, n’avait même pas le temps de regarder, d’embrasser les enfants auxquels chacune de ses minutes était consacrée. Elle les voyait à peine et ils ne la connurent pas tout d’abord dans la profondeur de sa tendre maternité. »
En 1861, elle et son époux sont pressentis pour diriger une école pour jeunes filles espagnoles qui doit ouvrir à Pau, mais Jacques Reclus renonce finalement à abandonner la communauté protestante qu'il dirige à Orthez.

### Pédagogue reconnue
L'éducation de Zéline Reclus se déroule dans le cadre familial. Avant son mariage avec Jacques Reclus, elle fréquente la bibliothèque de son cousin le duc Decazes. Elle y lit les philosophes des Lumières, en particulier Jean-Jacques Rousseau : elle s'inspire de son Émile ou De l'éducation pour son enseignement.

Sa nièce Pauline Kergomard, qui est au cœur de la création des écoles maternelles en France et pensionnaire au début des années 1850 chez sa tante, en dit en effet : « C'était une école à la Pestalozzi, sans programme, sans emploi du temps, mais où l'on recevait, par-ci, par-là, des leçons inoubliables. » Elle précise encore que sa tante improvisait des leçons à partir de rien, ce qui l'aurait marquée dans sa propre pédagogie, puisqu'elle conseille elle-même : « Acceptez ce que la vie de tous les jours vous apporte, écoutez les questions des enfants, laissez-vous porter par leur curiosité et l'opportunité qui s'offrira d'y répondre. »

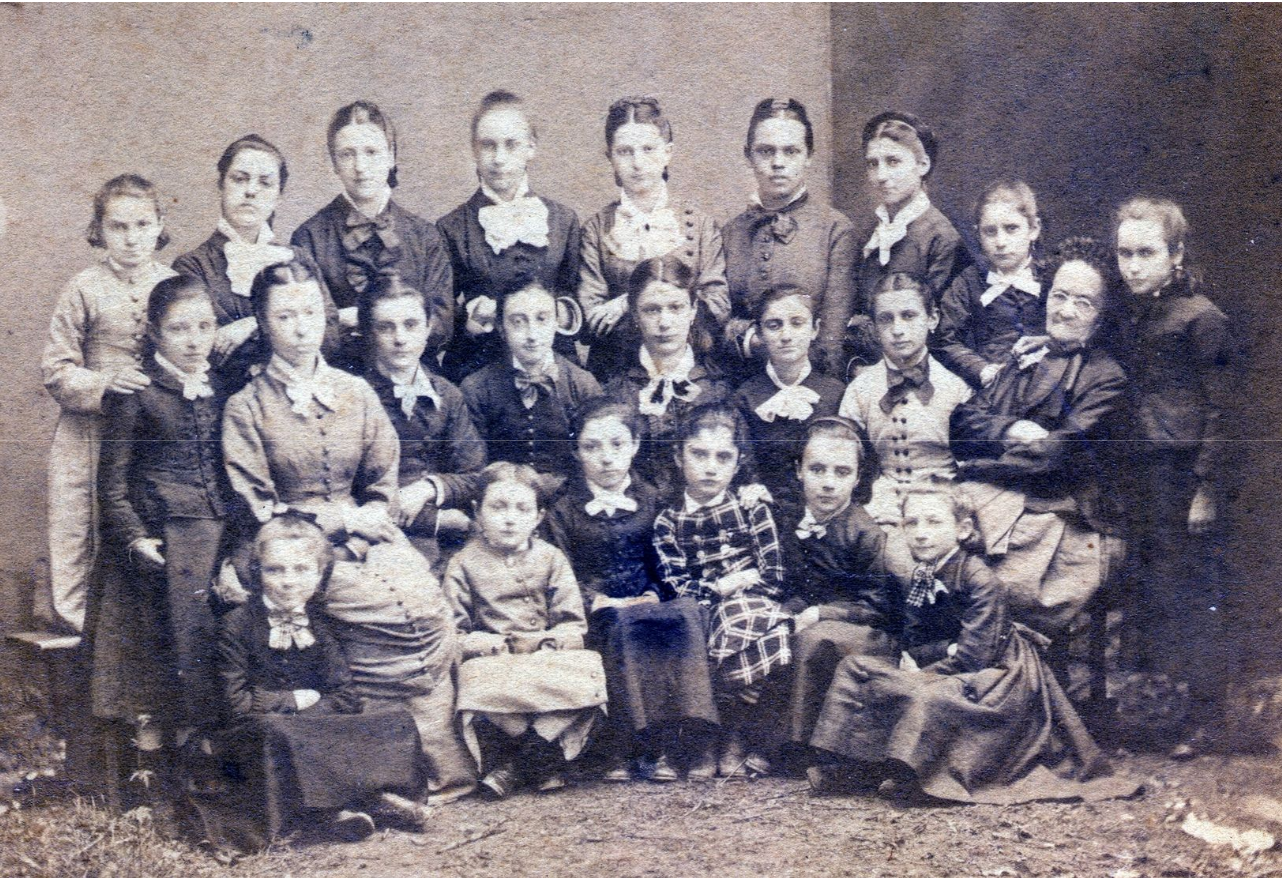
Photographie de Zéline Reclus avec l'une de ses classes (date inconnue).

Dans son école, Zéline Reclus assure l'initiation au latin et à l'anglais, et, dans un souci d'éducation de ses pensionnaires, leur donne également des cours de couture et broderie et les accompagne dans leur foi. Quatre de ses filles l'assistent à différents moments comme sous-maîtresses chargées de la grammaire, la géographie, l’histoire, l’anglais, la musique, tandis qu'un autre maître enseigne l’écriture, l’arithmétique, le dessin linéaire et la littérature.
Ses supérieurs hiérarchiques notent la qualité de l'enseignement et de la pédagogie de Zéline Reclus, tout comme les inspecteurs se rendant dans son pensionnat. L'un deux écrit en 1854 : « L’enseignement de Madame Reclus a toujours été aussi complet, aussi savamment donné que celui que pouvaient recevoir les jeunes personnes dans les pensionnats les plus renommés. Mme Reclus est fort instruite et d’un zèle ardent… Mme Reclus est l’objet du respect et de l’estime de tous. Sa vie entière a été une suite de bonnes œuvres d’abnégation, de désintéressement…. » En 1866, son pensionnat est encore le sujet d'un rapport d'inspection élogieux.
La bonne réputation de l'enseignement de Zéline Reclus fait que son pensionnat est fréquenté par la plupart des filles de la bourgeoisie protestante de la ville, en dépit de la mauvaise image de Jacques Reclus dans ce milieu en raison de son extrême piété, ainsi que par celles des Britanniques installés à Orthez.
Pour son départ en retraite, ses élèves lui offrent une copie en bronze réalisée par la fonderie Barbedienne d'une sculpture d'Eugène Delaplanche, L'Éducation maternelle, qui fait partie des collections du musée du protestantisme d'Orthez. 

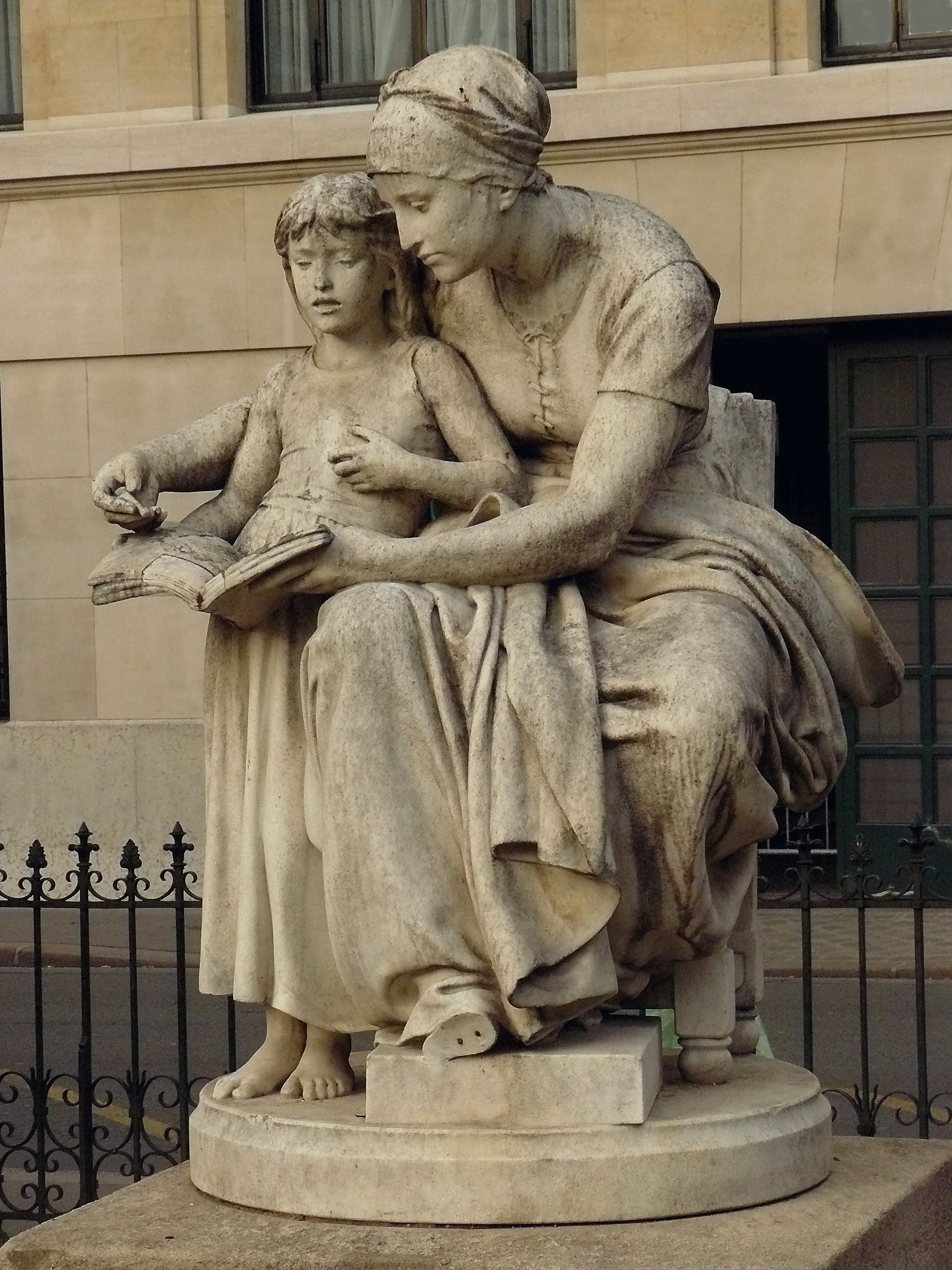
Original de la sculpture d'Eugène Delaplanche L'Éducation maternelle (1875).

Elle est à l'occasion élevée au grade d'officier de l'Instruction publique, étant déjà titulaire des Palmes académiques.

### Pilier de la famille Reclus
Elle est la mère de quatorze enfants dont onze atteignent l'âge adulte : Suzanne (1824-1844), Élie, Élise (1829), Élisée, Loïs (1832-1917), Marie (1834-1918), Zéline (1836-1911), Onésime, Louise (1839-1917), Noémi (1841-1915), Armand, Anna (1844-1851), Ioana (1845-1937), Paul. 
Selon Suzanne Tucoo-Chala, elle aurait eu quinze enfants, une confusion existant entre la première fille appelée Suzie et une autre fille Suzanne, morte en bas âge comme Élise et Anna. Zéline Reclus donne également naissance à trois enfants mort-nés, ou subit autant de fausses-couches, à des dates inconnues. Assurant la subsistance de la famille, elle en constitue aussi le pilier en contribuant à sa cohésion au travers de lettres, alors que ses enfants se sont rapidement dispersés et que leurs naissances s'étalent sur plus de vingt ans. Le dernier-né, Paul, part du domicile de ses parents en 1869, année des quarante ans de son frère aîné Élie.
Les fils de Zéline Reclus quittent le domicile familial pour leurs études à un âge jeune. Selon Hélène Sarrazin, elle aurait laissé sa dot à son beau-frère, le notaire Chaucherie installé à Sainte-Foy-la-Grande, si bien que ce dernier prend en charge les garçons lors de leur scolarisation au collège de Sainte-Foy qui ne propose pas de pensionnat. Surtout, ils sont, tout comme l'aînée Suzanne, envoyés par leur père en Allemagne au sein de la communauté des Frères moraves pour y parfaire leur éducation.

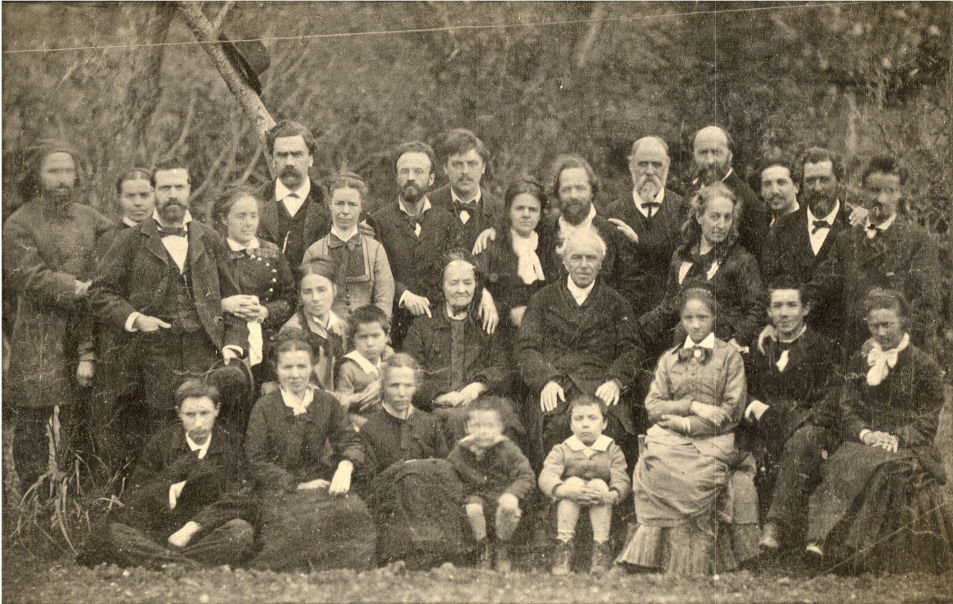
Photographie de la famille Reclus prise à Orthez en 1881, à l'occasion d'une exceptionnelle réunion de famille. Zéline Reclus est assise au centre à côté de son époux, entourée de ses onze enfants et de membres de leurs familles.

N'ayant pas d'enfant, M. Chaucherie élève par ailleurs Zéline et Anna, laquelle meurt à sept ans à son domicile. Les autres filles quittent aussi le foyer familial à un jeune âge, partant à l'étranger pour y enseigner ou suivre des cours. D'autres facteurs peuvent également éloigner Zéline Reclus de ses enfants : elle se plaint en 1870 de n'avoir vu que six fois en six ans sa fille Louise, qui est très occupée auprès d'Alfred Dumesnil par l'éducation de ses enfants dont elle est la préceptrice, et par la publication posthume des œuvres d'Alphonse de Lamartine pour laquelle elle l'assiste. De même, Zéline Reclus ne voit pas son fils Élisée pendant douze ans à cause de sa condamnation au bannissement de France pour son implication dans la Commune de Paris.
Elle entretient donc une abondante correspondance avec ses enfants, recueillant des informations sur les uns qu'elle retransmet aux autres, activité à laquelle elle consacre beaucoup de temps et qui lui permet de s'exprimer, alors qu'elle reste par ailleurs réservée, faisant preuve d'une pudeur rigoriste. Elle compense ainsi le peu de temps qu'elle a pu leur consacrer durant leur enfance. Dans une lettre datée du 25 avril 1869, elle écrit à son fils Armand, après lui avoir donné des nouvelles de ses frères : « Tu vois que la couvée sera bien éparpillée ! » ; et un peu plus loin : « Ne vous moquez pas des pauvres mères, ingrats enfants, car elles ne vivent que pour vous ». Hélène Sarrazin signale de même que la correspondance entre Élisée et sa mère, dans les années 1850, leur permet de se rapprocher, alors que son fils, élevé par ses grands-parents jusqu'en 1838, se plaint souvent de sa froideur jusque-là.
Les lettres échangées entre Zéline Reclus et ses enfants montrent une tendresse réciproque. En 1885, son fils aîné Élie la prévient par courrier qu'il vient la voir en compagnie de ses frères et d'une personne dont elle devra deviner l'identité. Félix Nadar lui fait ensuite parvenir un portrait composite élaboré à partir des photographies de ses cinq fils, qui est exposé ultérieurement lors de l'Exposition universelle de 1889 . Elle se prend au jeu et écrit deux lettres chaleureuses à Nadar pour lui faire part de ses réactions devant ce sixième fils qu'elle n'a pas eu.

Le portrait composite des cinq frères Reclus par Paul Nadar
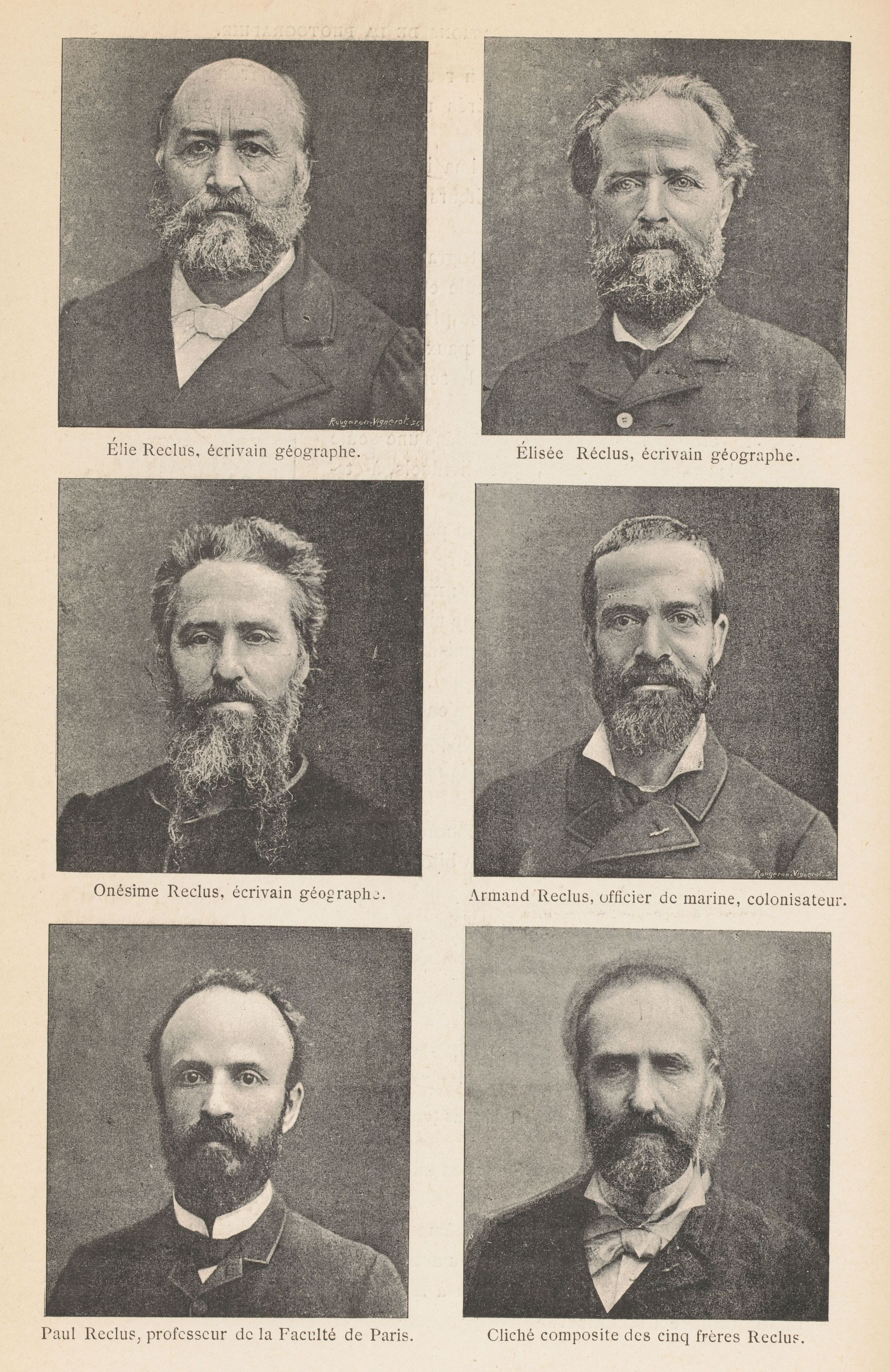
Félix et Paul Nadar, les portraits des frères Reclus et leur portrait composite (publié en 1892).
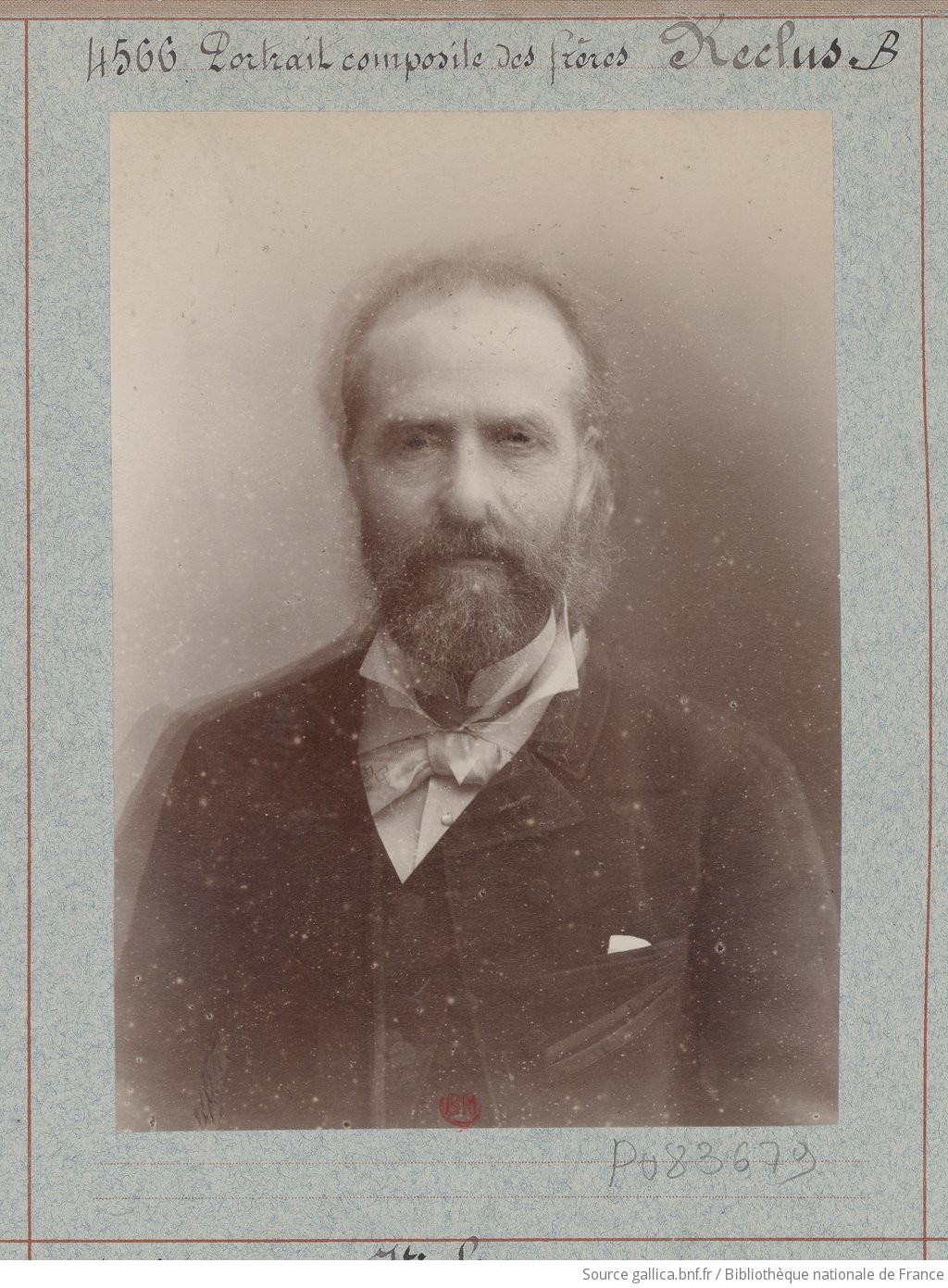
Paul Nadar, le portrait composite en question.
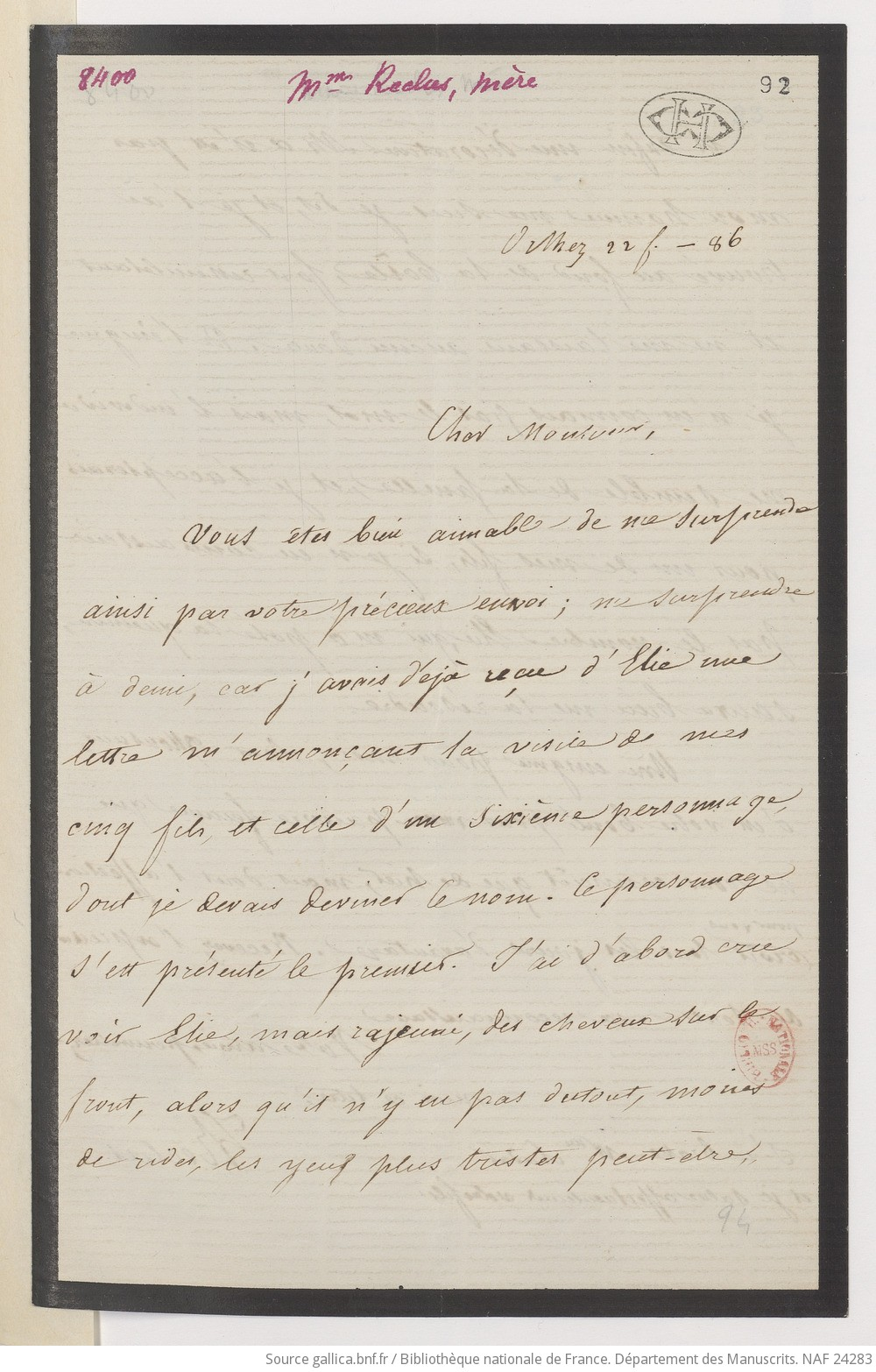
Lettre du 22 février 1886 de Zéline Reclus à Félix Nadar (p. 1).
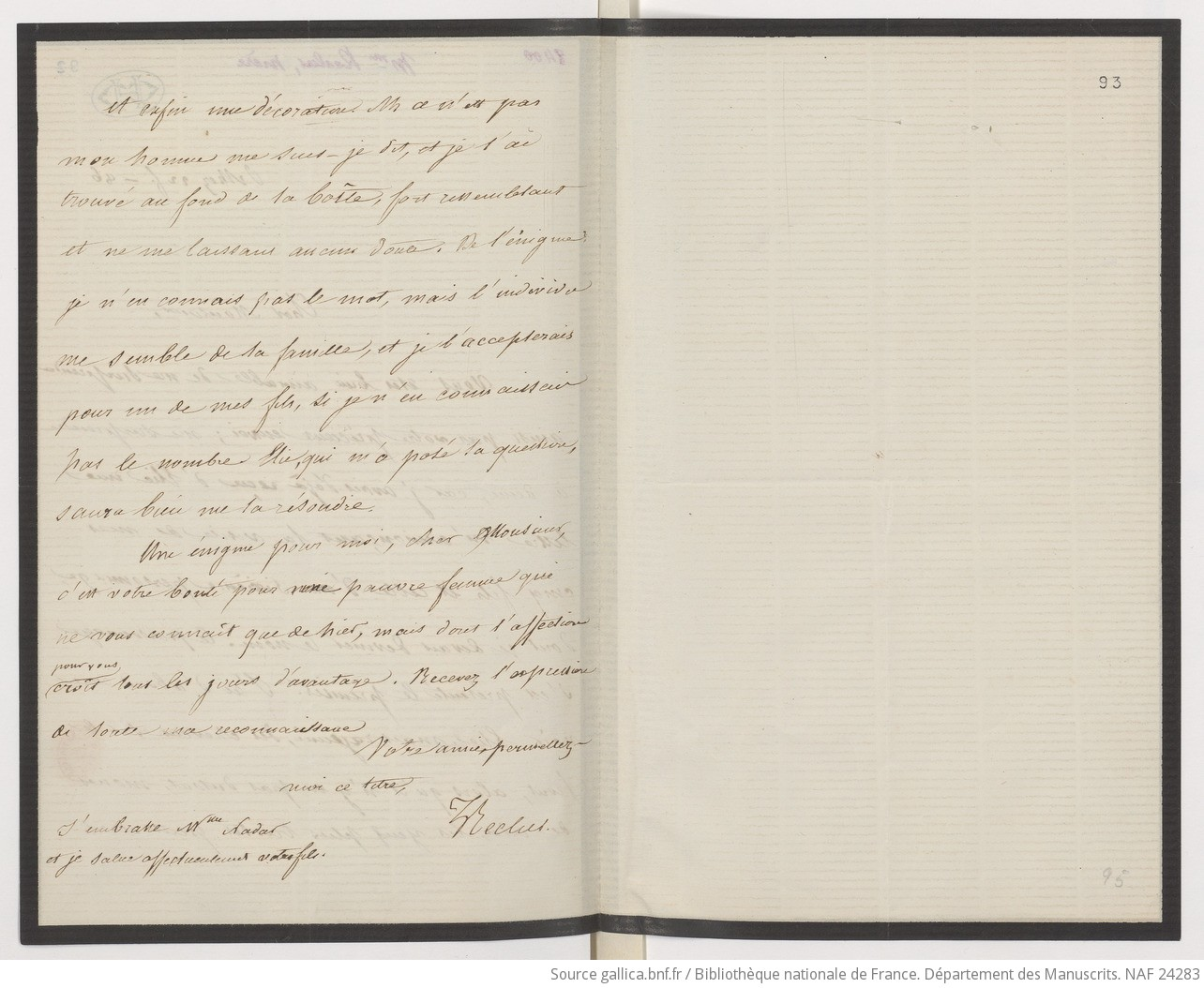
Lettre du 22 février 1886 de Zéline Reclus à Félix Nadar (p. 2).

Danièle Provain illustre finalement les relations de Zéline Reclus avec ses enfants par cette formule : « Madame Reclus n’a pas eu quinze enfants mais quinze fois un enfant unique. »
La position centrale qu'elle occupe au sein de la famille se perçoit aussi par ses interventions visant à tempérer la rigueur et la sévérité de son époux envers leurs enfants, en particulier lorsque certains d'entre eux montrent les premiers signes de renoncement à la foi chrétienne : Élie et Élisée, les premiers garçons destinés par leur père au ministère pastoral, le refusent finalement.
Zéline Reclus dirige son école jusqu'en 1886,, peut-être jusqu'en 1883 « seulement », soit une année après la mort de son époux. Elle se retire chez sa fille Zéline à Sainte-Foy-la-Grande. Elle meurt le 22 janvier 1887, en présence de son fils Élisée. Sa mort n'entraîne pas la dislocation du « clan Reclus », au sein duquel existent d'autres liens comme des idéaux politiques communs ou la solidarité face à des décès prématurés qui laissent de jeunes enfants en difficulté. Mais aucun de ces liens n'implique toute la fratrie, et le temps passant, sa plus jeune fille Ioana finit par écrire : « Nous ne nous rencontrons plus qu'aux enterrements, et encore, pour nous disputer. »